# Pseudomugil signifer
Pseudomugil signifer је врста рибе из потпородице Pseudomugilinae која настањује подручје источне Аустралије. Аустријски природњак Рудолф Кнер описао је ову врсту 1866. године. Врста се састоји од две подврсте које су у прошлости сматране засебним врстама, а постоји могућност да се поново одвоје након што се спроведу опсежне студије. Ово је уобичајена риба која живи у рекама и ушћима уз источну обалу од Кејп Јорка на северу Квинсленда до јужног Новог Јужног Велса, а Бурдекин Геп у централном делу северног Квинсленда дели ареале распрострањења ове две подврсте.
Ова мала сребрнаста риба је дуга свега 3—3,5 центиметра и препознатљива је по плавом прстену око очију и два леђна пераја. Јединке ове врсте формирају лабаве групе од неколико десетина до неколико хиљада јединки. Једе водене инсекте као и инсекте који слете на површину воде, а ослања се на чуло вида приликом лова. Pseudomugil signifer се лако прилагођава заточеништву.

## Таксономија
Аустријски природњак Рудолф Кнер описао је врсту 1866. године из примерка који је сакупљен у Сиднеју 1858. године током експедиције у Норари, а који је однет у Беч СМС Новаром. Немачко-британски зоолог Алберт Гинтер описао је Atherina signata из колекција у Кејп Јорку 1867. године. Британски ентомолог Вилијам Шарл Мекли именовао је „радозналу малу рибицу” коју је 1884. године прикупио из реке Бремер, притоке реке Бризбејн, дајући јој име Atherinosoma jamesonii по извесном Џејмсону из Ипсвича; касније ју је аустралијски ихтиолог Џејмс Даглас Огилби класификовао као исту врсту 1908. године. Променљив у свом ареалу, Pseudomugil signifer сматра се јединственом врстом, мада су је неки поделили на северну signata и јужну signifer, с тим да северна настањује подручје од реке Рос на северу, а јужна од реке Калиопе на југу. Подела се одвија на биогеографској баријери познатој као Бурдекин Геп. У њиховој монографији породице Atherinidae из 1919. године, Дејвид Стар Џордан и Карл Левит Хабс задржали су поделу ове рибице на две врсте — P. signifer и P. signata — што су засновали на броју гребена на леђним перајима и на разликама у филаментима код мужјака. Гилберт Вајтли је испитивао материјал са Лоу Ајленда и задржао је поделу на две засебне врсте 1935. године. Хадфилд је 1979. године, заједно са његовим колегама, анализирао две врсте и сматрао је да су варијације унутар обе врсте веће од оних између њих и да ниједна карактеристика није омогућила људима да разликују ове врсте. Због тога су препоручили поновно комбиновање врста у једну заједничку. Међутим, једно из 2002. и још једно молекуларно истраживање из 2004. показала су да су ове две популације генетски различите и навело на закључак да се могу поново класификовати као засебне врсте. Чини се да се врсте из северних и јужних крајева ареала не упарују међусобно у заточеништву, што сугерише да у постојећем концепту врсте могу постојати две одвојене врсте. [8] Алтернативна имена укључивала би само додатан префикс који би указивао на то да ли је реч о северној или јужној врсти.
Унутар северне популације идентификовано је пет различитих сојева (или поткладуса): један из реке Рос и реке Херберт, други из река Џонстоун, Барон и Тули, трећи од река Малгрејв и Расел, четврти од река Дентри и Мосма и пети са Лоу Ајленда и рта Мелвил. У јужној популацији идентификована су четири поткладуса: први из река Дон, Калиопе, Пајонир и Колан, други из река Барнет и Мари, трећи из реке Пајн и четврти од реке Кларенс па надаље јужно.

## Опис
Pseudomugil signifer углавном достиже дужину од око 3 до 3,5 центиметра; мужјаци могу достићи 8,8 центиметара, а женке 6,3 центиметара. Величина јединки које се налазе северно од Бурдекин Гепа повећава се сразмерно удаљености од Гепа, а мужјаци и женке су исте величине. Јужно од ове локације, врста показује изражену разлику у величини између полова, која постаје израженија како се удаљеност од Гепа повећава. Издужено тело је делом провидно и бледожуто или маслинасто са сребрним оперкулумом и трбухом. Око је велико и има карактеристичан плави прстен около и плаву дужицу. Постоје два леђна пераја, с тим да се прво појављује у линији са или непосредно после најдужег гребена пекторалног пераја. Горње и доње ивице репног пераја имају заобљене беле ивице. Мужјак има проширене филаменте на доњим, аналним и карличним перајама. На дну предњих гребена аналних и задњих леђних пераја постоје црне шаре, а предња ивица је понекад бела, док је задња ивица сивкасте боје. Пераја мужјака могу постати наранџаста током сезоне размножавања. Примерци који се чувају у заточеништву углавном  се обезбоје у жуту или жутомрку боју. Ова врста се може разликовати од врло инвазивне и штетне инванзивне врсте Gambusia holbrooki по томе што има рачвасто репно пераје.

## Распрострањеност и станиште
Ова риба настањује подручје од Нарума на југу Новог Јужног Велса северно до Стеновите реке у Кејп Јорку, мада се тек повремено може видети у источном Кејп Јорку. Живи у малим, углавном успореним потоцима до ушћа, као и лагунама и сланим мочварама. Такође се налази у брактичним и морским водама на неким обалама Квинсленда, као што су острво Хинчинбрук, Лизард Ајленд, Лоу Ајленд и Данк Ајленд. Забележена је чак 300 километара узводно од река Мери и Досон у Квинсленду. Бројеви могу бити оквирни или већи на неким локацијама, као што је река Мери. Супротно томе, у рекама Елиот и Колан није превише честа врста. Ова риба се може често пронаћи заједно са другим врстама као што су Craterocephalus marjoriae, Melanotaenia duboulayi, Retropinna semoni и Hypseleotris klunzingeri.
У влажним тропима ова врста се углавном налази у потоцима који имају проток до 30 центиметара у секунди или ретко 90 центиметара у секунди. Унутар подручја са брзим протоком реке, она се склања у подручја воде која се спорије креће — испод 20 центиметара у секунди — понекад у доњој половини воденог стуба или у залеђу подводних стена. Даље на југу југоисточног Квинсленда углавном се налази у води која тече спорије од 10 центиметара у секунди. Такође се може наћи у плимним базенима који се постају изоловани од река током осеке. Pseudomugil signifer се такође храни у мангровима; теренска студија у водама око острва Хинчинбрук и у близини Ингама у близини копненог дела Квинсленда утврдила је да је врста ушла у мангрове са долазном плимом чим је вода била довољно дубока да у њу уђе, али опет је напустила исту сат времена касније, док су се јединке задржавале у подручјима са плитком водом. Теренска студија у два језера загађена одливима рудника угља у централном Квинсленду утврдила је да је Pseudomugil signifer била отпорнија од врсте Limnodynastes peronii на штетне утицаје по здравље. Pseudomugil signifer није патила акутно, али је дугорочно показивала угрожено здравље.

## Понашање
Ова врста се може наћи у лабавим групама од неколико десетина до неколико хиљада јединки. Обично се налазе у средњем до горњем воденом стубу унутар једног метра од обале реке и често су близу речног дна. Јединке ове врсте су Euryhaline — може преживети у широком распону салинитета воде, од слатководних до морских окружења. Она реагује на промене салинитета (што резултира променом узгона) тако што мења запремину свог пливајућег мехура, што траје до 6 сати и 40 минута када се салинитет смањи и око 5 сати када се повећа. У међувремену, риба може пливати са главом окренутом према горе или према доље, што или повећава или смањује пловност. Ово прилагођавање помаже рибама да се лакше прилагоде, поготово оним јединкама које живе у естуарском окружењу.
Уколико је јато ових риба угрожено, неколико јединки убрзава и мења смер, што покреће талас бега који се шири читавим кохортом. Познато је да се животиње разлете у насумичним правцима и брзинама као одговор на бекство када постоји претња. Pseudomugil signifer пливају на све стране до десет секунди након што су се суочиле са претњом из непосредне близине. Овај период је краћи ако се суочи са удаљенијим претњама.

## Размножавање
Женка ове врсте достиже полну зрелост када достигне дужину од 2,3 центиметра, док су мужјаци полно зрели када достигну стандардну дужину од 2,8 центиметра. Студија објављена 2003. године показала је да ће мужјаци првенствено преферирати веће женке — које су по правилу плодније — осим ако за то није потребно више енергије, као што је даље пливање узводно. Ова риба се може размножавати како у слаткој тако и у сланој води. Животни век врсте је око 1—2 године у дивљини и око 2—3 године у акваријумима, мада неки мужјаци могу достићи и 4 године старости. У акваријуму се ова врста размножава у морском песку или на маховини, у подножју водених биљака. Експеримент у којем су ова врста и риба Gambusia holbrooki држане заједно показао је да на размножавање и узгој прве врсте умногоме утиче присуство ове друге. Механизам није био јасан — било је неких знакова директне агресије (трагови уједа на перајима Pseudomugil signifer), али се сматра да је стрес од контакта главни фактор.

## Исхрана
Исхрана ове рибе састоји се од водених и копнених инсеката, летећих инсеката, попут различитих врста мува, и, у мањој мери, ситних ракова и алги. Теренски рад на језерима Нарабин показао је да су ове рибе проводиле време близу површине тражећи мртве инсекте, конзумирајући све што је било мање од величине њихових уста. Ово је варирало од око 2,5 до 3,5 милиметара и било је пропорционално дужини рибе. Pseudomugil signifer се приликом лова ослања на чуло вида, а замућеност воде утиче на њену способност да нађе храну.